# Say So
"Say So" é uma canção da rapper e cantora norte-americana Doja Cat, gravada para seu segundo álbum de estúdio, Hot Pink (2019). Foi escrita por Doja Cat com sua empresária Lydia Asrat e Dr. Luke, que lidou com a produção da canção sob o pseudónimo Tyson Trax. A canção foi lançada pela Kemosabe e RCA Records em janeiro de 2020 como o quinto single do álbum depois de ganhar popularidade no TikTok, onde um conjunto de dança para a canção se tornou viral. Uma canção pop, apresenta elementos do funk, disco e pop-rap dos anos 1970. Dirigido por Hannah Lux Davis, o videoclipe ganhou elogios por sua estética retrô correspondente dos anos 1970.
A versão solo de "Say So" inicialmente alcançou o número quatro na Billboard Hot 100 dos EUA, antes de um remix com a rapper trinidiana Nicki Minaj levar a canção ao número um. Com isso, a faixa ganhou um Guinness World Records por se tornar a primeira dupla feminina de rap a chegar ao topo da Hot 100, também rendendo o primeiro single número um de Doja Cat e Minaj nos EUA. Em outros lugares, a canção alcançou o top dez em 25 países, incluindo Reino Unido, Canadá, Austrália, Irlanda e Nova Zelândia, tornando-se o primeiro sucesso mainstream de Doja Cat e seu avanço nas rádios pop. Ela recebeu várias certificações, incluindo platina quádrupla da Australian Recording Industry Association (ARIA) e platina tripla da Recording Industry Association of America (RIAA).
Para promover “Say So”, Doja Cat apresentou a canção em muitos programas de televisão e premiações, incluindo o MTV Video Music Awards de 2020, o Billboard Music Awards de 2020 e na 63.ª cerimônia anual do Grammy Awards, onde a canção foi indicada em duas categorias: Gravação do Ano e Melhor Performance Pop Solo. A canção e seu videoclipe apareceram em várias listas de final de ano, embora muitos críticos tenham se polarizado por seu sucesso e a descrito como um retorno para seu produtor e co-escritor Dr. Luke, após os processos de 2014.

## Antecedentes e lançamento
"Say So" foi escrita por Doja Cat e sua empresária Lydia Asrat, assim como Dr. Luke, que cuidou da produção da canção sob o pseudónimo Tyson Trax. Embora não creditado, o colaborador frequente Yeti Beats também atuou como produtor executivo e co-escritor. "Say So" é uma das oito canções co-escritas por Asrat no álbum Hot Pink e é uma das cinco produzidas por Trax. Executivos de A&R da RCA Records disseram que "imediatamente" sabiam que a canção tinha potencial de hit, com Keith Naftaly afirmando: "Uma canção pop disco retrô com vocais doces e letras sedutoras?... Essa canção vai fazer de você uma estrela pop global". Sobre o processo criativo da canção, Doja Cat disse que a melodia surgiu antes da letra, e que ela estava "vagando" na casa de sua mãe quando começou a se formar.
"Say So" foi originalmente incluída como quinta faixa no segundo álbum de estúdio de Doja Cat, Hot Pink (2019). Durante o final de 2019 e início de 2020, ganhou popularidade "do nada" no TikTok devido a um desafio de dança viral que apresentou a canção e foi criado pela usuária do TikTok Haley Sharpe (@yodelinghaley). Celebridades como Dua Lipa, Laura Dern, Charli D'Amelio, Mackenzie Ziegler, e Sofia Wylie postaram seus próprios vídeos realizando a dança, ajudando-a a se tornar "um challenge para usuários do TikTok". "Say So" acabou se tornando a quinta canção mais usada no TikTok ao longo do ano de 2020. Como resultado de sua popularidade inicial, a canção impactou oficialmente as rádios pop em 28 de janeiro de 2020 e as rádios rhythmic em 4 de fevereiro, nos Estados Unidos. Apesar de ser o quinto single do álbum, "Say So" foi apenas o segundo single a ser promovido às rádios.

### Remixde Nicki Minaj
Doja Cat anunciou um remix de "Say So" com Nicki Minaj um dia antes de seu lançamento em 1º de maio de 2020. Tunji Balogun, um executivo de A&R da RCA Records, organizou sua participação neste remix. Tendo expressado sua admiração por Minaj, Doja Cat disse que a combinação para o remix veio naturalmente. O lançamento da faixa foi recebido pelos fãs como o fim de uma suposta briga entre as duas rappers, que Doja Cat mais tarde simplesmente considerou um mal-entendido. Seguindo os rumores da colaboração antes do anúncio oficial, a versão original do remix vazou online. Minaj disse mais tarde que esta versão vazada era uma demo anterior do remix, e que a versão lançada oficialmente era a "correta, atualizada". Devido à alta demanda dos fãs online, a versão vazada foi lançada oficialmente em 8 de maio de 2020. Embora nenhum videoclipe oficial tenha sido feito para a versão de Nicki Minaj, um visual de dança com três artistas foi postado no canal oficial de Minaj no YouTube em 2 de maio de 2020.
Minaj executa um verso adicional no final da canção em que ela canta a letra: "Por que você está falando sobre qual corpo é falso? / Com todos esses enchimentos em seu rosto, você só está cheio de ódio". Após grandes especulações, a rapper revelou que o verso não foi dirigido à personalidade da televisão Wendy Williams. No entanto, os fãs continuaram a especular que o verso foi dirigido a Beyoncé. Durante uma sessão de perguntas e respostas no Twitter em 8 de maio de 2020, como parte da #SaySoRMXParty, Minaj especulou pela primeira vez rumores de sua possível gravidez com o marido Kenneth Petty, antes de anunciar formalmente que estava grávida de seu primeiro filho apenas dois meses depois.

### Mixagem
O engenheiro de gravação norte-americano Clint Gibbs, engenheiro-chefe do Dr. Luke e mixer ocasional da editora Prescription Songs, usou o Pro Tools para mixar as versões solo e de Nicki Minaj de "Say So". Gibbs teve como objetivo recriar o som de guitarra do refrão usado pelo músico norte-americano Nile Rodgers da banda de R&B Chic. Ele revelou que o remix de Minaj foi feito "no último minuto", e que seu engenheiro vocal, Aubry "Big Juice" Delaine, lhe enviou seus vocais antes que a gravadora dissesse a Gibbs que o remix estava acontecendo. Durante a mixagem, ele constantemente estava recebendo versões mais novas e atualizadas dos vocais de Minaj, e revelou que "no dia anterior ao lançamento do remix, alguém queria mudar a batida sob os vocais dela. De repente, houve uma emergência!". Tyson Trax (Dr. Luke) enviou a Gibbs o novo instrumental para a parte de Minaj, e ele teve apenas uma hora para mixá-lo antes de seu lançamento apenas algumas horas depois. Sua mixagem final incluiu quase 100 faixas.

### Controvérsia com Dr. Luke

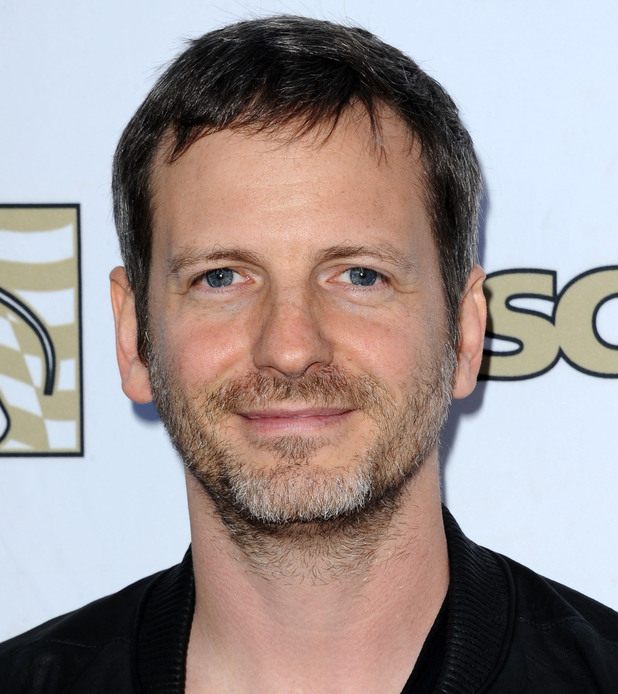
Dr. Luke co-escreveu a canção e a produziu sob o pseudónimo Tyson Trax.

O sucesso comercial da canção deixou vários críticos de música perturbados com o que eles descreveram como o "retorno" do Dr. Luke, após a série de ações judiciais movidas contra ele pela cantora Kesha em 2014. Apesar do fato de Doja Cat não divulgar os detalhes de seu relacionamento, ela já havia curtido tweets apontando que ela havia assinado com o Dr. Luke antes que os processos fossem emitidos. As múltiplas indicações do Dr. Luke ao Grammy Award pela canção usando um pseudônimo enfrentaram mais críticas da cantora Fiona Apple, que pediu o boicote da cerimônia de premiação por completo.
Vários escritores da revista musical norte-americana Billboard compartilharam suas opiniões sobre o assunto. Andrew Unterberger descreveu a canção como um dos "melhores enchimentos de chão do ano", mas destacou que "[é o Dr. Luke] com quem Doja está dividindo a palavra em 'Say So', um fato desconfortável que não deve ser ignorado". Denise Warner argumentou: "como alguém apoia o sucesso de 'Say So' sem marginalizar as acusações ou a história de Kesha?". Gab Ginsberg afirmou: "Se Doja tem suas próprias razões para querer trabalhar com Luke, eu não tenho que gostar, mas esse é o negócio dela. Eu gostaria que houvesse uma maneira de apoiar Doja e não Luke, mas o fato é que ele a ajudou a fazer um hit, e eu gosto disso", enquanto Unterberger opinou, "é algo que temos que continuar lembrando a nós mesmos e uns aos outros—e continuar a perguntar a Doja e outros colaboradores presentes e futuros—para garantir que todos permaneçam informados sobre a presença retomada de [Lukasz] Gottwald no pop mainstream, e possam responder e exigir geral responsabilidade em conformidade".

## Composição
Desculpe, não reconheço formato
"Say So" é uma canção pop, hip hop, pop-rap e disco. Apresenta elementos do funk dos anos 1970 e bubblegum pop. A canção é composta no tempo 4
4 e na tonalidade de Ré maior, com um andamento moderadamente rápido de 111 batidas por minuto (BPM) e uma progressão de acordes ii–V–I (dois-cinco-um) de Em7–A7–Dmaj7. Os vocais de Doja Cat na faixa variam entre a nota baixa de F♯3 e a nota alta de D5, dando à canção uma oitava e oito tons de alcance vocal. É caracterizada pelos vocais flutuantes de Doja Cat e suas harmonias ricas e ofegantes. Escrevendo para o Clash, Erin Bashford observou que a canção "acena para o funk e grooves dos anos 70 com uma batida modernizada quase house, tudo ligado ao desempenho vocal sempre perfeito de Doja". Um crítico escreveu que sua "vibração de rock psicodélico" complementava tanto seu canto quanto o rap, enquanto outro escreveu que a entrega "lúdica" de Doja Cat ajuda a manter os dançarinos do TikTok no ritmo, apesar da ausência de uma batida convencional pesada.
Liricamente, a canção é sobre flertar e "trocar olhares" com uma pessoa com quem você sente uma conexão. Sobre suas origens, Doja Cat disse à MTV: "É sobre quando você vai a algum lugar e vê alguém e ele não se aproxima de você, mas vocês estão olhando um para o outro e ambos sentem que há algo ali".

## Recepção da crítica

### Versão solo
Escrevendo para a Rolling Stone, Jon Dolan descreveu "Say So" como "um pouco de alto brilho da discoteca retrô da Chic, leve e evanescente como o sol brilhando no oceano", enquanto David Renshaw do The Fader considerou "uma ode furtiva para aproveitar o romance no momento". Nerisha Penrose, da Elle, observou que a canção "oferece uma dose saudável de nostalgia, pois a voz silenciosa e arejada de Doja flutua sobre uma cama de sintetizadores iridescentes e uma linha de baixo funky". Em uma crítica para o Clash, Erin Bashford escreveu que a canção está "amarrada com a performance vocal sempre perfeita de Doja". Rachel Epstein da Marie Claire fez comparações entre "Say So" e as obras da cantora pop norte-americana Gwen Stefani, enquanto Heran Mamo da Billboard notou a semelhança entre o som de guitarra de Gibbs em "Say So" e a guitarra de Nile Rodgers no single de 1979 "Good Times" de Chic. Escrevendo para a Rolling Stone, Rob Sheffield também comparou a canção com os trabalhos de bandas britânicas de new wave como Kajagoogoo, Naked Eyes e Spandau Ballet. Justin Curto, do Vulture, considerou a canção "um retrocesso inegável" e elogiou tanto suas "guitarras grooving" quanto os "vocais ofegantes de Doja Cat que lembram o início de Donna Summer".

### Remixde Nicki Minaj
Jackson Langford, da NME, elogiou sua adição à faixa, escrevendo que "os versos de alta energia de Minaj reservam o remix". Escrevendo para Complex, Jessica McKinney observou que Minaj "adiciona mais um toque contemporâneo" à canção. Após sua colocação nas paradas, McKinney descreveu o remix como "especial", já que "interrompeu com sucesso uma indústria dominada por homens, já que duas mulheres se sentaram juntas no topo das paradas". Da mesma forma, Aaron Williams do Uproxx escreveu que a canção abriu "as comportas [...] para rappers femininas frustradas chegarem ao topo da Hot 100". Slate escreveu que "os orgulhos habilmente entregues de Minaj parecem tão organicamente integrados à faixa quanto um Post-it".

### Listas de fim-de-ano
| Publicação     | Lista                                           | Versão               | Posição  | Ref.   |
| -------------- | ----------------------------------------------- | -------------------- | -------- | ------ |
| Apple Music    | As 100 Melhores Canções de 2020                 | Versão solo          | 11       | [ 72 ] |
| Billboard      | As 100 Melhores Canções de 2020                 | Versão solo          | 6        | [ 47 ] |
| Complex        | As Melhores Canções de 2020                     | Remix de Nicki Minaj | 47       | [ 68 ] |
| Crack Magazine | Os 10 Melhores Videoclipes de 2020              | Videoclipe           | Incluída | [ 73 ] |
| Elite Daily    | Os 10 Videoclipes Mais Impressionantes de 2020  | Videoclipe           | 7        | [ 74 ] |
| Insider        | Os 45 Melhores Videoclipes de 2020              | Videoclipe           | 29       | [ 75 ] |
| Nylon          | Os 10 Melhores Videoclipes de 2020              | Videoclipe           | Incluída | [ 76 ] |
| Rolling Stone  | As 50 Melhores Canções de 2020                  | Remix de Nicki Minaj | 43       | [ 62 ] |
| Rolling Stone  | As 25 Melhores Canções de 2020 de Rob Sheffield | Remix de Nicki Minaj | 22       | [ 65 ] |
| Slate          | As Melhores Canções de 2020                     | Versão solo          | 15       | [ 77 ] |
| Stereogum      | As 40 Melhores Canções Pop de 2020              | Versão solo          | 32       | [ 78 ] |
| The Fader      | As 100 Melhores Canções de 2020                 | Versão solo          | 44       | [ 63 ] |
| The Guardian   | Melhores Faixas de Lanre Bakare de 2020         | Versão solo          | Incluída | [ 79 ] |
| Uproxx         | As 50 Melhores Canções de 2020                  | Versão solo          | 7        | [ 70 ] |
| Vulture        | As Melhores Canções de Dance e Disco de 2020    | Versão solo          | Incluída | [ 80 ] |
| XXL            | As 50 Melhores Canções de Hip hop de 2020       | Remix de Nicki Minaj | Incluída | [ 81 ] |

## Videoclipe

### Antecedentes e lançamento
O videoclipe de "Say So" foi lançado em 27 de fevereiro de 2020, quando estreou ao lado de uma apresentação ao vivo da canção no The Tonight Show Starring Jimmy Fallon. Doja Cat havia anunciado seu lançamento nas redes sociais no dia anterior, escrevendo: "Vocês, vadias, queriam, agora vocês terão. Vídeo Say So amanhã às 10h ET". O vídeo foi dirigido por Hannah Lux Davis e estrela o ator Josué de La Vega como Tony, o interesse amoroso de Doja Cat. Foi filmado na Sheats–Goldstein Residence em Beverly Crest, Los Angeles, e apresenta aparições das estrelas do TikTok Dontè Colley e Haley Sharpe, a última das quais criou a dança viral para a canção. A dança em si, que tornou a canção popular, foi apresentada no videoclipe. Sharpe revelou que estava na aula de arte em uma terça-feira quando recebeu uma notificação por e-mail com o assunto "Say So music video inquiry", e que ela chegou à gravação do vídeo na sexta-feira da mesma semana. Ela disse que, durante as filmagens, Doja Cat expressou sua gratidão a Sharpe por criar a dança.

## Apresentações ao vivo
Logo após a estreia do videoclipe da canção, Doja Cat cantou "Say So" no The Tonight Show Starring Jimmy Fallon em 26 de fevereiro de 2020. A performance apresenta Doja Cat vestida com uma roupa rosa bebê, junto com duas cantoras/dançarinas de apoio que executam coreografias influenciadas pela discoteca, que incorporou alguns dos movimentos da dança viral do TikTok. Em uma nova campanha de artista organizada pela MTV intitulada Push, Doja Cat cantou "Say So" em 4 de abril de 2020. Nesse mesmo mês, ela apresentou uma versão de paródia exclusiva da canção durante o festival de música Nether Meant, alterando significativamente a letra da canção para se relacionar com o videogame Minecraft (2011). Uma apresentação ao vivo de "Say So" foi enviada ao YouTube em maio de 2020 como parte da campanha Lift 2020 da Vevo para novos artistas. Em 11 de maio de 2020, Doja Cat cantou "Say So" no The Voice, vestindo um traje rosa inspirado nos anos 70 e posicionada em cima de uma bola de discoteca gigante. Em 23 de maio de 2020, Doja Cat apresentou "Say So" no festival de música BBC Radio 1's Big Weekend. Ela apresentou a canção no The Late Late Show with James Corden em 17 de junho de 2020.
Em 30 de agosto de 2020, Doja Cat apresentou um medley de "Say So" e "Like That" no MTV Video Music Awards de 2020. Doja Cat cantou a canção em um medley com tema da Broadway com "Juicy" e "Like That" no Billboard Music Awards de 2020, que alguns escritores observaram ser inspirado por Roxie Hart do musical Chicago. No MTV Europe Music Awards de 2020, Doja Cat apresentou uma versão em metal de "Say So", onde ela recriou a cena de Samara Morgan rastejando para fora de uma televisão no filme de terror The Ring (2002). Em 12 de dezembro de 2020, Doja Cat cantou a canção no 10º Streamy Awards. Mais tarde naquele mês, ela se apresentou no Jingle Ball 2020 da iHeartRadio, e no show anual do Dick Clark's New Year's Rockin' Eve. No 63º Grammy Awards em março de 2021, Doja Cat cantou "Say So" pelo que ela disse que seria a última vez, e descreveu a performance como o "funeral de 'Say So'" em uma entrevista.
Enquanto refletia sobre o sucesso retrospectivo de "Say So" em dezembro de 2021, ela revelou que a pandemia de COVID-19 "arruinou" esse relacionamento que ela tinha com sua canção favorita de Hot Pink, e que ter que  cantar repetidamente virtualmente em vez de em um palco na frente dos fãs "simplesmente se tornou uma coisa muito triste, repetitiva e decepcionante".

## Prêmios e indicação
| Cerimônia                          | Ano  | Categoria                                                                         | Resultado | Ref.    |
| ---------------------------------- | ---- | --------------------------------------------------------------------------------- | --------- | ------- |
| American Music Awards              | 2020 | Videoclipe Favorito                                                               | Indicada  | [ 108 ] |
| BET Awards                         | 2020 | Vídeo do Ano                                                                      | Indicada  | [ 109 ] |
| Billboard Music Awards             | 2021 | Melhor Canção de R&B                                                              | Indicada  | [ 110 ] |
| BMI Pop Awards                     | 2021 | Canção Premiada                                                                   | Venceu    | [ 111 ] |
| BMI R&B/Hip-Hop Awards             | 2021 | Canção do Ano                                                                     | Venceu    | [ 112 ] |
| BMI R&B/Hip-Hop Awards             | 2021 | Canção Premiada                                                                   | Venceu    | [ 112 ] |
| GAFFA Awards (Dinamarca)           | 2021 | Canção Internacional do Ano                                                       | Indicada  | [ 113 ] |
| Grammy Awards                      | 2021 | Gravação do Ano                                                                   | Indicada  | [ 114 ] |
| Grammy Awards                      | 2021 | Melhor Performance Pop Solo                                                       | Indicada  | [ 114 ] |
| Guinness World Records             | 2021 | Primeira dupla de rap feminino a alcançar o número 1 na parada de singles dos EUA | Venceu    | [ 115 ] |
| iHeartRadio Music Awards           | 2021 | Coreografia de Videoclipe Favorito                                                | Indicada  | [ 116 ] |
| iHeartRadio Music Awards           | 2021 | Canção do Ano no TikTok                                                           | Indicada  | [ 116 ] |
| MTV Millennial Awards Brasil       | 2020 | Hit Global                                                                        | Indicada  | [ 117 ] |
| MTV Millennial Awards Brasil       | 2020 | Feat. Gringo                                                                      | Indicada  | [ 117 ] |
| MTV Video Music Awards             | 2020 | Canção do Ano                                                                     | Indicada  | [ 118 ] |
| MTV Video Music Awards             | 2020 | Melhor Direção                                                                    | Indicada  | [ 118 ] |
| MTV Video Music Awards             | 2020 | Canção do Verão                                                                   | Indicada  | [ 118 ] |
| MTV Video Music Awards Japan       | 2020 | Melhor Vídeo de Novo Artista Internacional                                        | Venceu    | [ 119 ] |
| MTV Video Play Awards              | 2020 | Os 10 Melhores Videoclipes                                                        | Venceu    | [ 120 ] |
| MVPA Awards                        | 2021 | Melhor Vídeo Pop                                                                  | Indicada  | [ 121 ] |
| MVPA Awards                        | 2021 | Melhor Cinematografia em um Vídeo                                                 | Indicada  | [ 121 ] |
| MVPA Awards                        | 2021 | Melhor Gradação de Cores em um Vídeo                                              | Venceu    | [ 122 ] |
| NAACP Image Awards                 | 2021 | Novo Artista Excepcional                                                          | Venceu    | [ 123 ] |
| NRJ Music Awards                   | 2020 | Vídeo do Ano                                                                      | Indicada  | [ 124 ] |
| RTHK International Pop Poll Awards | 2021 | Top Dez Canções Internacionais de Ouro                                            | Venceu    | [ 125 ] |

## Faixas e formatos
| Download digital / streaming |          |         |  |
| N.º                          | Título   | Duração |  |
| 1.                           | "Say So" | 3:57    |  |

| Download digital / streaming |                                           |         |  |
| N.º                          | Título                                    | Duração |  |
| 1.                           | "Say So" (Jax Jones Midnight Snack Remix) | 3:30    |  |

| Download digital / streaming |                                |         |  |
| N.º                          | Título                         | Duração |  |
| 1.                           | "Say So" (Friend Within Remix) | 2:52    |  |

| Download digital / streaming |                            |         |  |
| N.º                          | Título                     | Duração |  |
| 1.                           | "Say So" (Snakehips Remix) | 3:20    |  |

| Download digital / streaming |                              |         |  |
| N.º                          | Título                       | Duração |  |
| 1.                           | "Say So" (feat. Nicki Minaj) | 3:26    |  |

| CD single / vinil de doze polegadas |                              |         |  |
| N.º                                 | Título                       | Duração |  |
| 1.                                  | "Say So"                     | 3:57    |  |
| 2.                                  | "Say So" (feat. Nicki Minaj) | 3:26    |  |

| Download digital / streaming |                                                 |         |  |
| N.º                          | Título                                          | Duração |  |
| 1.                           | "Say So" (feat. Nicki Minaj [Original Version]) | 3:26    |  |

| Download digital / streaming |                                 |         |  |
| N.º                          | Título                          | Duração |  |
| 1.                           | "Say So" / "Like That" (Mashup) | 3:32    |  |

## Créditos
Todo o processo de elaboração de "Say So" atribui os seguintes créditos:

### Versão solo
Gravação e publicação
- Mixada nos Threejonet Studios (Los Angeles, Califórnia)
- Masterizada no Bernie Grundman Mastering (Hollywood, Califórnia)
- Publicada pelas empresas Doja Cat Music/Prescription Songs (BMI), Kasz Money Publishing (BMI), Desta Melodies (BMI)

Pessoal
- Doja Cat: vocais, composição
- Lukasz Gottwald:

composição; produção como Tyson Trax
- Lydia Asrat: composição
- Clint Gibbs: mixagem
- Mike Bozzi: masterização

### Remixde Nicki Minaj
Gravação e publicação
- Vocais de Nicki Minaj gravados e mixado no Kingdom Recording (Beverly Hills, Califórnia)
- Mixada nos Threejonet Studios (Los Angeles, Califórnia)
- Masterizada no Bernie Grundman Mastering]] (Hollywood, Califórnia)
- Publicada pelas empresas Doja Cat Music/Prescription Songs (BMI), Kasz Money Publishing (BMI), Desta Melodies (BMI), Universal Music Works/Ken & Barbie Music (BMI)

Pessoal
- Doja Cat: vocais, composição
- Lukasz Gottwald:

composição; produção como Tyson Trax
- Lydia Asrat: composição
- Onika Tanya Maraj-Petty: composição
- Aubry "Big Juice" Delaine: Gravação dos vocais de Nicki Minaj, Mixagem dos vocais de Nicki Minaj
- Clint Gibbs: mixagem
- Mike Bozzi: masterização

## Desempenho comercial
| Parada musical (2020)                             | Melhor posição |
| ------------------------------------------------- | -------------- |
| Alemanha (Offizielle Deutsche Charts)             | 33             |
| Argentina (Argentina Hot 100)                     | 10             |
| Austrália (ARIA)                                  | 4              |
| Áustria (Ö3 Austria Top 75)                       | 21             |
| Bélgica (Ultratop 50 da Valônia)                  | 5              |
| Bélgica (Ultratop 50 de Flandres)                 | 5              |
| Bélgica (Ultratop Urban de Flandres)              | 4              |
| Brasil (Top 100 Brasil)                           | 42             |
| Bulgária (PROPHON)                                | 6              |
| Canadá (Canadian Hot 100)                         | 3              |
| Canadá (Billboard AC)                             | 21             |
| Canadá (Billboard CHR/Top 40)                     | 1              |
| Canadá (Billboard Hot AC)                         | 5              |
| Comunidade dos Estados Independentes (Tophit)     | 2              |
| República Checa (Rádio Top 100)                   | 96             |
| República Checa (Singles Digitál Top 100)         | 18             |
| Colômbia (National-Report)                        | 37             |
| Coreia do Sul (Gaon)                              | 104            |
| Croácia (HRT)                                     | 3              |
| Dinamarca (Hitlisten)                             | 9              |
| El Salvador (Monitor Latino)                      | 6              |
| Escócia (Scottish Singles Chart)                  | 9              |
| Eslováquia (Rádio Top 100)                        | 58             |
| Eslováquia (Singles Digitál Top 100)              | 26             |
| Eslovénia (SloTop50)                              | 3              |
| Espanha (PROMUSICAE)                              | 80             |
| Estados Unidos (Billboard Hot 100)                | 1              |
| Estados Unidos (Billboard Adult Contemporary)     | 20             |
| Estados Unidos (Billboard Adult Top 40)           | 7              |
| Estados Unidos (Billboard Dance Club Songs)       | 54             |
| Estados Unidos (Billboard Dance/Mix Show Airplay) | 1              |
| Estados Unidos (Billboard R&B/Hip-Hop Songs)      | 1              |
| Estados Unidos (Billboard Mainstream Top 40)      | 1              |
| Estados Unidos (Billboard Rhythmic)               | 1              |
| Estónia (Eesti Tipp-40)                           | 5              |
| Europa (Billboard Euro Digital Song Sales)        | 13             |
| Finlândia (Suomen virallinen lista)               | 13             |
| França (SNEP)                                     | 9              |
| Mundo (Billboard Global 200)                      | 50             |
| Grécia (IFPI)                                     | 13             |
| Hungria (Dance Top 40)                            | 18             |
| Hungria (Rádiós Top 40)                           | 7              |
| Hungria (Single Top 40)                           | 11             |
| Hungria (Stream Top 40)                           | 11             |
| Irlanda (IRMA)                                    | 4              |
| Itália (FIMI)                                     | 45             |
| Japão (Billboard Japan Hot Overseas)              | 9              |
| Letónia (LAIPA)                                   | 7              |
| Líbano (OLT20)                                    | 4              |
| Lituânia (AGATA)                                  | 5              |
| Malásia (RIM)                                     | 2              |
| México (Billboard Mexico Airplay)                 | 1              |
| Noruega (VG-lista)                                | 19             |
| Nova Zelândia (Recorded Music NZ)                 | 3              |
| Países Baixos (Dutch Top 40)                      | 12             |
| Países Baixos (Single Top 100)                    | 9              |
| Panamá (Monitor Latino)                           | 8              |
| Polónia (Polish Airplay Top 100)                  | 32             |
| Porto Rico (Monitor Latino)                       | 8              |
| Portugal (AFP)                                    | 8              |
| Reino Unido (UK Singles Chart)                    | 2              |
| Romênia (Romanian Top 100)                        | 20             |
| Rússia (Tophit Airplay)                           | 2              |
| Singapura (RIAS)                                  | 4              |
| Suécia (Sverigetopplistan)                        | 17             |
| Suíça (Schweizer Hitparade)                       | 15             |
| Ucrânia (Tophit Airplay)                          | 50             |

| Parada (2020)                                     | Posição |
| ------------------------------------------------- | ------- |
| Austrália (ARIA)                                  | 10      |
| Bélgica (Ultratop Flanders)                       | 25      |
| Bélgica (Ultratop Wallonia)                       | 14      |
| Bulgária (PROPHON)                                | 9       |
| Canadá (Canadian Hot 100)                         | 8       |
| CIS (Tophit)                                      | 21      |
| Croácia (HRT)                                     | 16      |
| Dinamarca (Tracklisten)                           | 36      |
| Estados Unidos (Billboard Hot 100)                | 11      |
| Estados Unidos (Billboard Adult Top 40)           | 20      |
| Estados Unidos (Billboard Dance/Mix Show Airplay) | 4       |
| Estados Unidos (Billboard Hot R&B/Hip-Hop Songs)  | 8       |
| Estados Unidos (Billboard Mainstream Top 40)      | 7       |
| Estados Unidos (Billboard Rhythmic)               | 8       |
| França (SNEP)                                     | 40      |
| Hungria (Dance Top 40)                            | 67      |
| Hungria (Rádiós Top 40)                           | 55      |
| Hungria (Single Top 40)                           | 96      |
| Hungria (Stream Top 40)                           | 48      |
| Irlanda (IRMA)                                    | 10      |
| Islândia (Plötutíðindi)                           | 19      |
| Nova Zelândia (Recorded Music NZ)                 | 12      |
| Países Baixos (Dutch Top 40)                      | 64      |
| Países Baixos (Single Top 100)                    | 52      |
| Portugal (AFP)                                    | 31      |
| Reino Unido (UK Singles Chart)                    | 13      |
| Romênia (Airplay 100)                             | 68      |
| Rússia (Tophit Airplay)                           | 20      |
| Suécia (Sverigetopplistan)                        | 59      |
| Suíça (Schweizer Hitparade)                       | 56      |

| Parada (2021)           | Posição |
| ----------------------- | ------- |
| CIS (Tophit)            | 124     |
| Global 200 (Billboard)  | 128     |
| Hungria (Rádiós Top 40) | 48      |
| Rússia (Tophit Airplay) | 143     |

## Certificações
| Região                                                         | Certificação    | Vendas     |
| -------------------------------------------------------------- | --------------- | ---------- |
| Austrália (ARIA)                                               | 5× Platina      | 350,000‡   |
| Áustria (IFPI Áustria)                                         | Platina         | 30,000‡    |
| Bélgica (BEA)                                                  | Platina         | 40,000‡    |
| Brasil (Pro-Música Brasil)                                     | 2× Diamante     | 320,000‡   |
| Canadá (Music Canada)                                          | 2× Platina      | 160,000‡   |
| Dinamarca (IFPI Dinamarca)                                     | Platina         | 90,000‡    |
| Estados Unidos (RIAA)                                          | 3× Platina      | 3,000,000‡ |
| França (SNEP)                                                  | Platina         | 200,000‡   |
| Itália (FIMI)                                                  | Platina         | 70,000‡    |
| México (AMPROFON)                                              | 3× Platina+Ouro | 210,000‡   |
| Noruega (IFPI Noruega)                                         | Platina         | 60,000‡    |
| Nova Zelândia (RMNZ)                                           | 2× Platina      | 60,000‡    |
| Polônia (ZPAV)                                                 | 3× Platina      | 60,000‡    |
| Portugal (AFP)                                                 | Platina         | 10,000‡    |
| Reino Unido (BPI)                                              | Platina         | 600,000‡   |
| Suíça (IFPI Suíça)                                             | Platina         | 20,000‡    |
| ‡ Vendas+valores de streaming baseados apenas na certificação. |                 |            |

## Histórico de lançamento
| Região         | Data                   | Formato(s)                                         | Versão                                                   | Gravadora(s) | Ref.            |
| -------------- | ---------------------- | -------------------------------------------------- | -------------------------------------------------------- | ------------ | --------------- |
| Várias         | 17 de janeiro de 2020  | Download digital streaming                         | Remix Midnight Snack de Jax Jones                        | Kemosabe RCA | [ 127 ]         |
| Várias         | 18 de janeiro de 2020  | Download digital streaming                         | Remix de Friend Within                                   | Kemosabe RCA | [ 128 ]         |
| Estados Unidos | 28 de janeiro de 2020  | Rádios pop                                         | Original                                                 | Kemosabe RCA | [ 19 ]          |
| Itália         | 31 de janeiro de 2020  | Radio airplay                                      | Original                                                 | Sony         | [ 250 ]         |
| Estados Unidos | 4 de fevereiro de 2020 | Rádios rhythmic                                    | Original                                                 | Kemosabe RCA | [ 20 ]          |
| Vários         | 3 de abril de 2020     | Download digital streaming                         | Remix de Snakehips                                       | Kemosabe RCA | [ 129 ]         |
| Vários         | 1 de maio de 2020      | CD single download digital vinil de doze polegadas | Original remix com participação de Nicki Minaj           | Kemosabe RCA | [ 130 ] [ 131 ] |
| Vários         | 1 de maio de 2020      | Download digital streaming                         | Remix com participação de Nicki Minaj                    | Kemosabe RCA | [ 251 ]         |
| Canadá         | 1 de maio de 2020      | Rádios pop                                         | Remix com participação de Nicki Minaj                    | Sony         | [ 252 ]         |
| Itália         | 4 de maio de 2020      | Radio airplay                                      | Remix com participação de Nicki Minaj                    | Sony         | [ 253 ]         |
| Vários         | 8 de maio de 2020      | Download digital streaming                         | Versão original do remix com participação de Nicki Minaj | Kemosabe RCA | [ 2 ]           |
| Vários         | 11 de setembro de 2020 | Download digital streaming                         | "Say So" / "Like That" Mashup                            | Kemosabe RCA | [ 132 ]         |